# قصرچم
قصرچم، روستایی از توابع بخش مرکزی شهرستان شهرضا در استان اصفهان ایران است.

## جمعیت
روستای قصرچم یکی از روستاهای شهرستان شهرضا  و در ۱۲ کیلومتری شهرضا قرار دارد، این روستا در ۶۵ کیلومتری شهرستان سمیرم قرار دارد. 
بر اساس سرشماری  نفوس مسکن شهرضا  در سال ۱۳۹۴ جمیعت آن  بالغ بر ۲۱۰۰ نفر و ۵۰۰ خانوار است.